# Noworudzki Klub Literacki Ogma
Noworudzki Klub Literacki Ogma – klub literacki powstały w 1990 r. w Nowej Rudzie.

## Poezja noworudzka przed Ogmą
Wybitnymi poetami żyjącymi w Nowej Rudzie przed 1945 r. byli między innymi: Josef Franz Műller, Robert Karger oraz Joseph Wittig, który na stronach napisanej przez siebie kroniki wspomina ciekawą postać Wilhelma Wenzela Klambta (wydawcy gazety „Der Hausfreund im Glatzer Gebirge”, właściciela drukarni) i założone przez niego kółko poetów: 

''Będąc jeszcze bardzo młodym człowiekiem W. W. Klambt podjął się zadania twórczego ożywienia życie umysłowego w swoim mieście. W ojcowskim domu założył teatr towarzyski, który w 1836 r. połączył się z Noworudzkim Stowarzyszeniem Teatralnym [...]. W.W. Klambt nie potrafił żyć bez duchowego i towarzyskiego obcowania z ludźmi. Zawsze  gromadzili się wokół niego młodzi przyjaciele, do których należeli także katoliccy teologowie. W tym kręgu powstawały prawdziwie romantyczne utwory. Niebawem skupieni wokół niego przyjaciele połączyli się w kółko poetów, któremu nadali niezwykłą nazwę „Piątkowy pasztet”. Ten duchowy ruch znalazł sprzymierzeńców u starszych obywateli, którzy dołączyli do mieszczańskiej resursy.

Warto nadmienić, że przed 1990 r. nie istniało w Nowej Rudzie typowe środowisko literackie. Karol Maliszewski określając ten stan rzeczy w „Wałbrzyskim Informatorze Kulturalnym” (1996, nr 4) pisał: "Noworudzkie środowisko literackie przed 1990 rokiem reprezentowali Czesław Borsowski i Zygmunt Krukowski".

## Geneza
Miejska Biblioteka Publiczna w Nowej Rudzie poszukując nowych metod działania stała się miejscem spotykań miłośników poezji, próbujących wyrażać swe uczucia i myśli za pomocą liryki. Początkowo młodzi twórcy spotykali się w czytelni MBP. Pierwsze takie spotkanie miało miejsce 21.02.1990 r. Następnie instytucja ta udostępniła lokal, w podziemiach budynku głównego biblioteki, który po odrestaurowaniu przez członków klubu, stał się „Piwnicą pod Pegazem”.

Początkowo poeci skupieni w NKL Ogma czytali swoje wiersze we własnym gronie. Później ośmielili się zaprezentować je szerzej, najpierw na łamach lokalnych miesięczników: „Gazety Noworudzkiej” i „Ziemi Kłodzkiej”, następnie pism ogólnopolskich oraz w czasie wieczorów poetyckich organizowanych dla mieszkańców. Na początku klubowicze nie sądzili, że kiedykolwiek wydadzą własne tomiki, czy antologie. Marzenia spełniły się bardzo szybko. W maju 1990 r. ukazała się Antologia Klubu Młodych Literatów Ogma. Zeszyt 1 (1990 r.), skromna książeczka, powielona na maszynie do pisania w 55 egz. Mottem tego zbiorku stało się „Posłanie do Nadwrażliwych” Kazimierza Dąbrowskiego. Znalazło się tam również wytłumaczenie słowa Ogma.

## Założyciele
Założycielami Klubu Młodych Literatów Ogma (tak w 1990 r. brzmiała nazwa) byli: Lidia Bryk-Mykietyn, Daniel Gwoździk, Adam Kandefer, Bogdan Klim, Karol Maliszewski i Tomasz Leśniowski. Nie było to oczywiście środowisko zawodowych pisarzy, ale grupa ludzi młodych oraz dorosłych (uczniów Technikum Górniczego, Liceum Ogólnokształcącego i osób różnych profesji). Prezesem klubu został Karol Maliszewski.

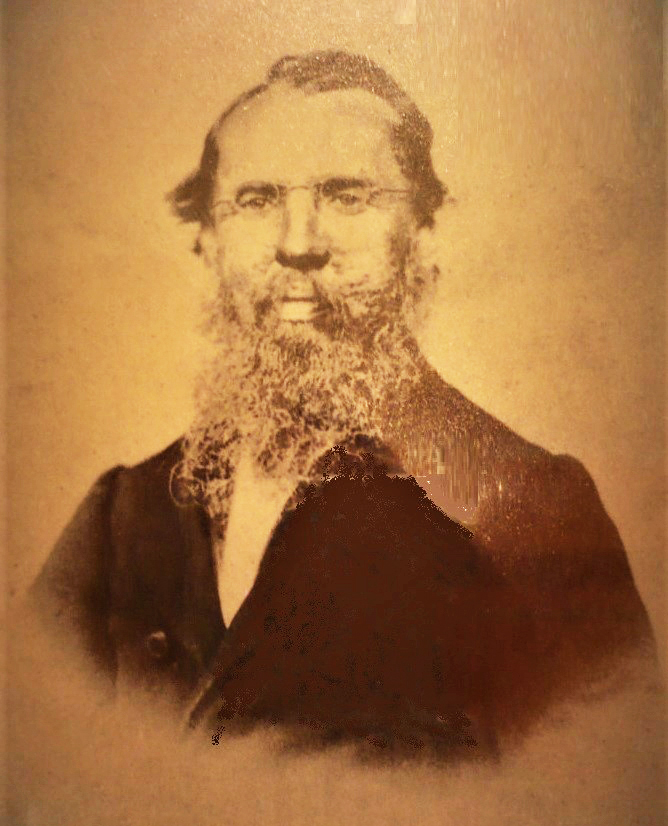
Wilhelm Wenzel Klambt (1811-1883)
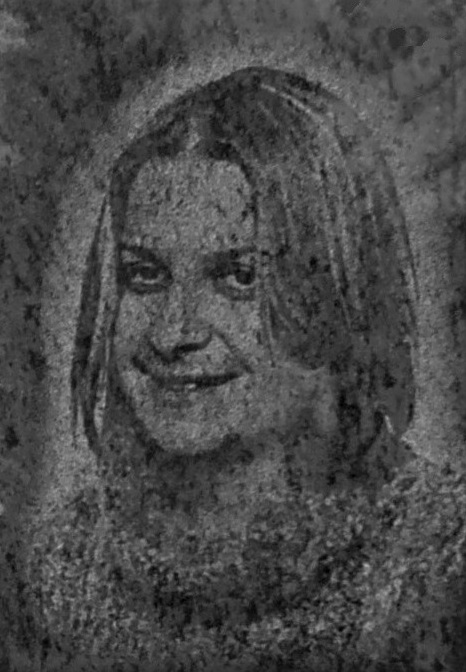
Beata Jaroszewska
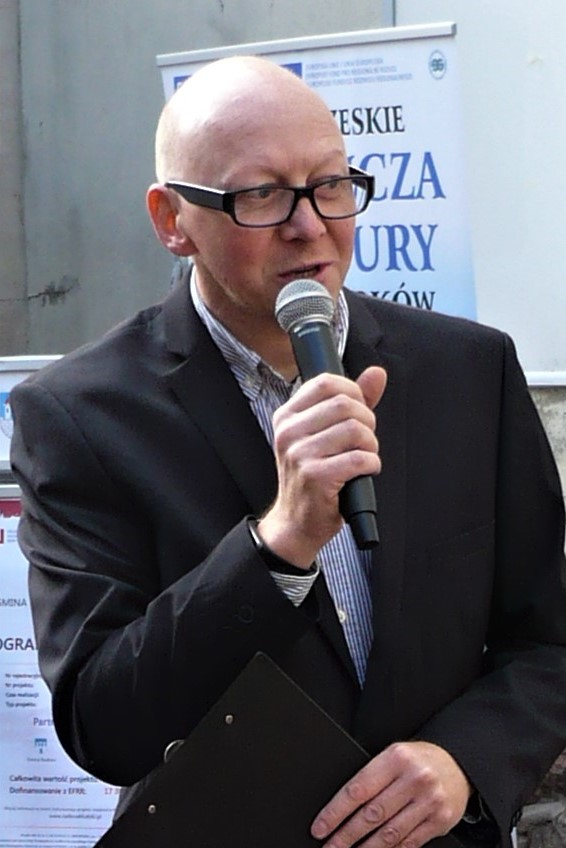
Krzysztof Karwowski
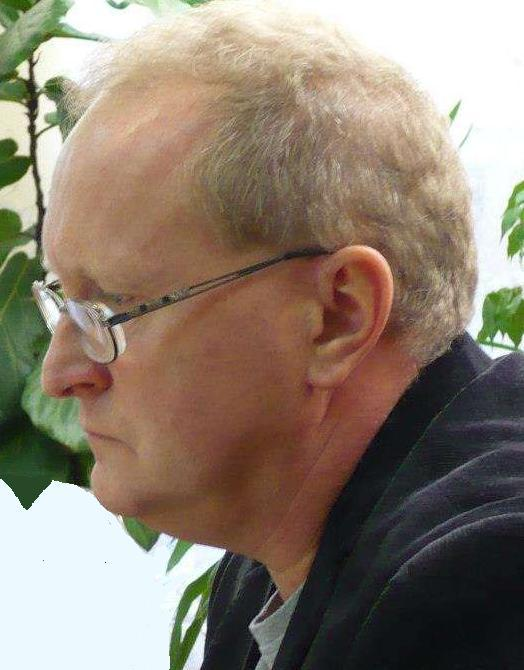
Karol Maliszewski

## Członkowie
Członkami NKL Ogma w latach 1990-2004 byli: Sebastian Antolik, Lidia Bryk-Mykietyn, Weronika Gawrońska, Jarosław Grzeszyk, Daniel Gwoździk, Beata Jaroszewska, Kornelia Jaroszewska, Jakub Jóźwicki, Adam Kandefer, Krzysztof Karwowski, Bogdan Klim, Adam Korzeniowski, Magdalena Kotwica, Małgorzata Krzyżanowska, Bolesław Kubicki, Tomasz Leśniowski (David Magen), Karol Maliszewski, Ewa Marciniak, Lidia Niekraś, Angelika Niepsuj, Aneta Oczkowska, Tomasz Proszek, Beata Rumak-Eisfeld, Edmund Rychlewski, Bogusław Sobótka, Marek Sudoł, Anna Szpak, Renata Szymik, Karolina Trybała, Daniel Wielgus, Sylwia Wierdak, Sebastian Wojdyła.
NKL Ogma wspólnie z Miejską Biblioteką Publiczną organizował Noworudzkie Spotkania z Poezją i Ogólnopolski Konkurs Poetycki "O Laur Kosmicznego Koperka". W 1997 r. z Noworudzkiego Klubu Literackiego Ogma wyłoniła się Polsko-Czeska Grupa Poeci ’97 (1997-2001 r.).

## Publikacje
Pod szyldem NKL Ogma ukazały się 54 publikacje: 28 antologii ze spotkań, 12 almanachów i 14 indywidualnych tomików poezji w łącznym nakładzie około 21 000 egz.

1. „Antologia Klubu Młodych Literatów Ogma. Zeszyt 1”,  maj 1990 r.

2. „Antologia Poezji Noworudzkiego Klubu Literackiego Ogma. Zeszyt II”,

3. „Mała Antologia Ogmy”, 1990 r.

4. Karol Maliszewski „Będę przebywał jeszcze wtedy w Polsce”, II 1991

5. Daniel Gwoździk „ujarzmione części świata”, luty 1991 r.

6. „Antologia Poezji. Zeszyt III”, marzec 1991 r.

7. David Magen „na twym grobie”, kwiecień 1991 r.

8. „Antologia Poezji. Zeszyt IV”, październik 1991 r.

9. Antologia „pod powiekami z rozsypanych słów”, styczeń 1992 r.

10. Beata Jaroszewska „jakaś dziwna radość”, 

Anna Szpak „gubiąc echo własnych słów”, 1992

11. Antologia „pożegnanie z poezją”, październik 1992 r.

12. Zygmunt Krukowski „Kosztowna esencja”, sierpień 1993 r.

13. Antologia „Dzieciom światłości”, styczeń 1994 r.

14. Antologia „Pióro Cię nie wypowie”, maj 1994 r.

15. Antologia „Języki drzew”,  październik 1994 r.

16. David Magen „Virginia Abigail”, styczeń 1995 r.

17. Krzysztof Karwowski „Obieg w naturze”, styczeń 1995 r.

18. Płachta „Wybierz sobie gwiazdę”, marzec 1995 r.

19. Antologia „niech się dzieje wola słowa”, maj 1995 r.

20. Hans M. Enzensberger „Nenia na jabłko”, tł. K. Karwowski, IX 1995

21. „13 Antologia Poezji”, wrzesień 1995 r.

22. Przemysław Jurek „Demo”, październik 1995 r.

23. Zygmunt Gorazdowski „Wiersze pozostające”, grudzień 1995 r.

24. Antologia „Jak przed podróżą”, czerwiec 1996 r.

25. Antologia „Gdzie indziej”,  maj 1997 r.

26. Beata Jaroszewska „On mieszka w drzewach”, październik 1997 r.

27. Antologia „tak sentymentalni”, 1998 r.

28. Aneta Oczkowska „delikatność traw”, 1998 r.

29. Antologia „Równoległe światy”, maj 1998 r.

30. Antologia „nie jedyne nie wszystko”, maj 1999 r.

31. Antologia „Miejsce między nami”, czerwiec 2000 r.

32. Antologia „Wyścig z czasem”, grudzień 2000 r.

33. R. Szymik, B. Kubicki „Wiersze. Pierwsza dekada października”

34. Antologia „patrzeć na siebie bez alfabetu”, czerwiec 2001 r.

35. Antologia „Wyrwane z krwiobiegu”, czerwiec 2002 r.

36. Antologia „Między granicą światów”,  maj 2003 r.

37. Antologia „Nazwij to snem”, maj 2004 r.

38. Antologia „poezja mój oddech”, czerwiec 2005 r.

39. Antologia „Cząstki języka”, czerwiec 2006 r.

40. Antologia „Daj głos, dołącz do reszty”, czerwiec 2007 r.

41. Antologia „wiersz wyszedł z domu”, czerwiec 2008 r.

42. Antologia „Zaimki świata – Nowa Ruda”, marzec 2009 r.

43. Antologia „Skądkolwiek, gdziekolwiek”, maj 2010 r.

44. Antologia „Luźne drwa”, maj 2014 r.

45. Antologia „opisz to/ zostań po sobie”, lipiec 2015 r.

46. Antologia „do podawania na zimno”, lipiec 2016 r.

47. Antologia „rzeźbienie z ognia”, czerwiec 2017 r.

48. Antologia „najpiękniej najprościej”, czerwiec 2018 r.

49. Antologia „coś mi się rymuje z”, listopad 2019 r.

50. Antologia „Pewnego dnia nazwiemy wszystko od nowa”, 2020 r.

51. Antologia „śpiewać piosenki na ulicy”, 2021 r.

52. David Magen „Ulica Bohaterów Getta. Wiersze wybrane”, IV 2022 r.

53. Antologia „Ucieszyło mnie ich zmartwychwstanie”, , listopad 2022 r.

54. Antologia z najważniejszych rzeczy, 6 maja 2023 r.
Działalność wydawnicza Noworudzkiego Klubu Literackiego Ogma obejmowała nie tylko publikowanie tomików i antologii poezji. Od grudnia 2002 r. klub postanowił wydawać jednodniówkę Outside - artzin.